# Astragalus boeticus
Астрагал боэтийский (лат. Astragalus boeticus) — вид цветковых растений рода Астрагал (Astragalus) семейства Бобовые (Fabaceae). Boeticus: географический эпитет, который ссылается на Бетику. Может использоваться в качестве суррогата кофе. Бетика — древняя провинция Рима.

## Описание

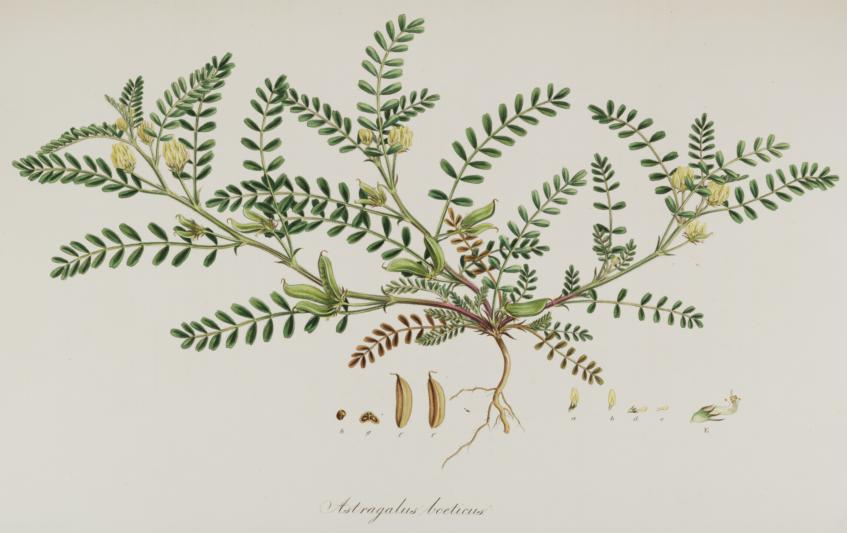
Ботаническая иллюстрация Фердинанда Бауэра из книги Flora Graeca, Vol. 8, Plate 730

Это травянистое однолетнее растение 20—60 см высотой. Стебли 7 мм в диаметре, прямостоячие, стелющиеся или приподнимающиеся.
Листья 5—17 см длиной, с 6—13 парами листочков.
Соцветия плотные. Венчик 11—14 мм, желтый.
Плоды 20-45 (60) х 5—7 мм. Семена 4—4,5 х 6,5 мм.
Набор хромосом 2n = 16; либо 2n = 30 при n = 15.

## Распространение и экология
Ареал вида в Северной Африке: Алжир, Египет, Ливия, Марокко, Тунис. В Западной Азии: Кипр, Иран, Израиль, Ливан, Сирия, Турция. В Южной Европе: Балканы, Греция (включая остров Крит), Италия (включая острова Сардиния и Сицилия), Франция (включая остров Корсика), Португалия (ю. Мадейра), Гибралтар, Испания (включая Балеарские острова и Канарские острова). Населяет луга в прибрежных песках; 0-1000 м. Цветет и плодоносит в апреле.

## Классификация

### Синонимы
По информации базы данных The Plant List (2013), в синонимику вида входят следующие названия.
- Astragalus baeticus
- Astragalus boeticus var. siliquosus Rouy
- Astragalus boeticus var. subinflatus Rouy
- Astragalus uncinatus Moench
- Astragalus uncinatus Bertol
- Triquetra boetica (L.) Medik.

## Галерея

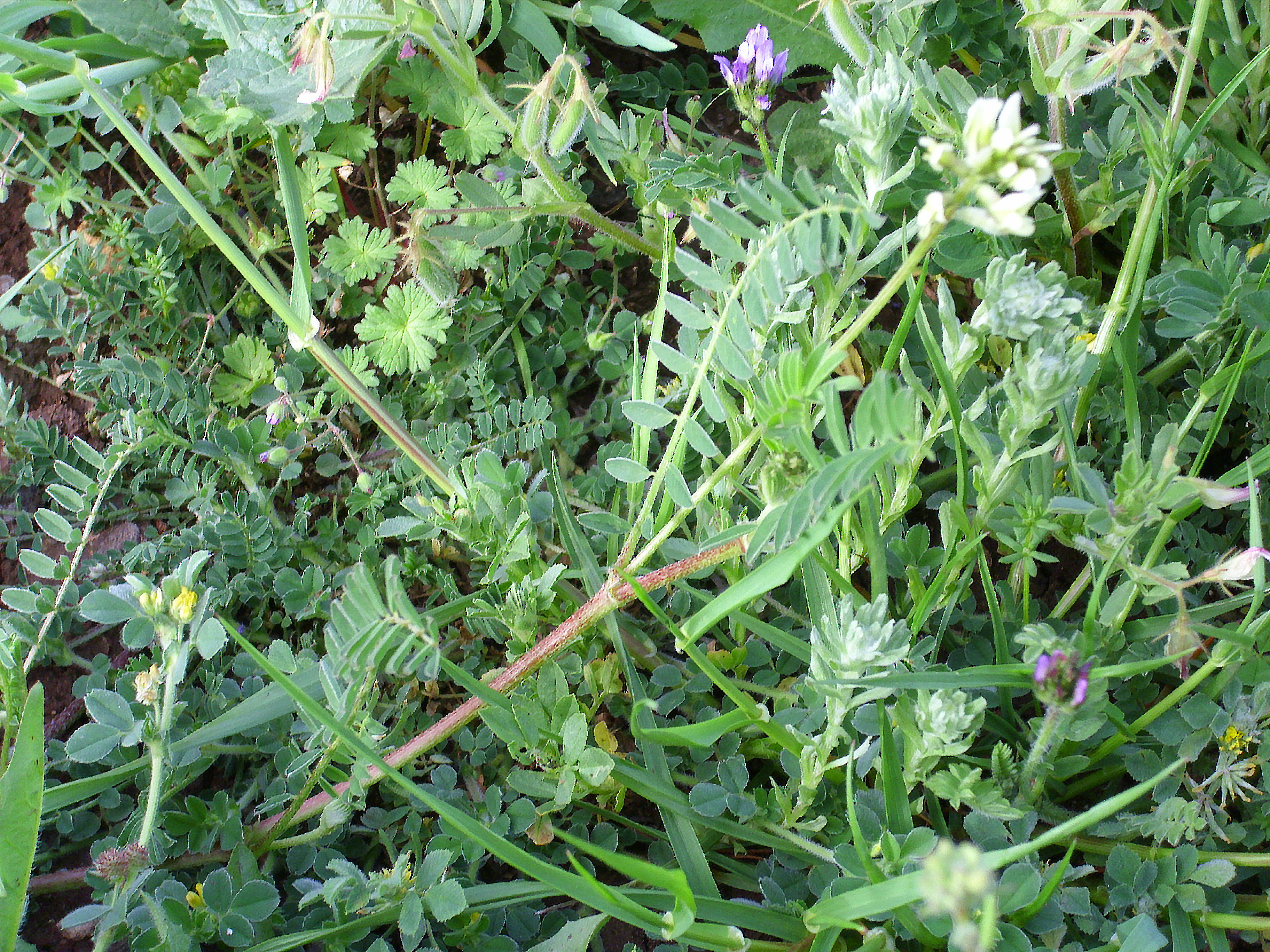
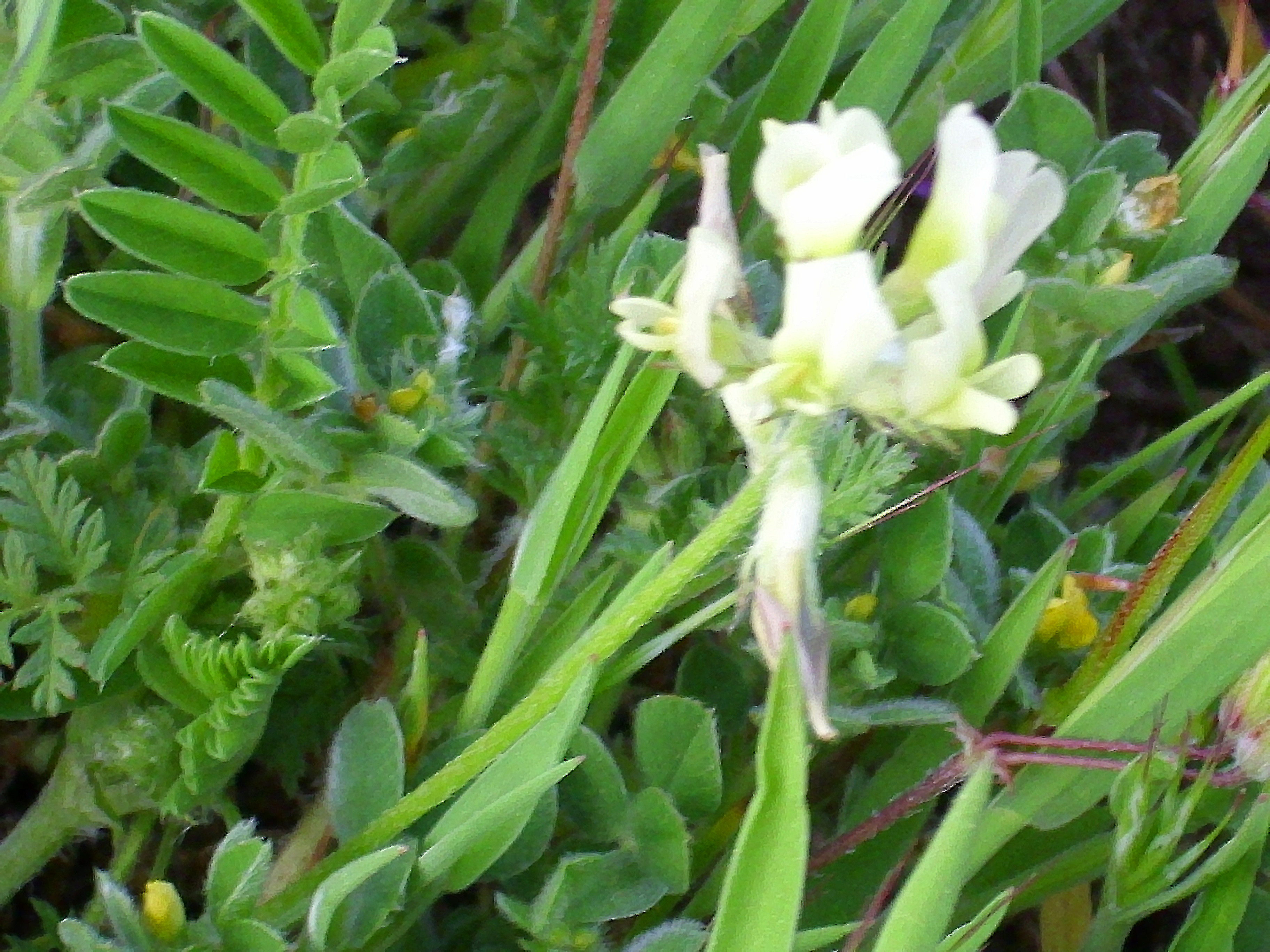